# Nachal Šacham
Nachal Šacham (hebrejsky: נחל שחם) je vádí na pomezí pahorkatiny Šefela a pobřežní nížiny v Izraeli.
Začíná v nadmořské výšce přes 150 metrů jihozápadně od vesnice Karmej Josef, nedaleko dálnice číslo 44. Směřuje pak k jihu zemědělsky využívanou plochou krajinou, přičemž ze západu míjí obec Mišmar David. Severně od vesnice Tal Šachar přijímá zleva bezejmenné vádí a stáčí se k západu, kde východně od vesnice Jesodot ústí zprava do potoka Sorek, poblíž zaniklé železniční stanice Vádí al-Surar.